# Nils Knutsson-Hall
Nils Arnold Knutsson-Hall, född den 4 januari 1889 i Växjö, död den 10 juli 1966 i Stockholm, var en svensk militär.
Knutsson-Hall avlade studentexamen i Växjö 1908, officersexamen 1910 och intendentsexamen 1916. Han blev underlöjtnant vid Älvsborgs regemente 1910, löjtnant vid Intendenturkåren 1916 och kapten 1920. Knutsson-Hall tjänstgjorde på Arméförvaltningens intendenturdepartements utrustningsbyrå, bland annat som chef för dess krigsindustriavdelning. Han befordrades till major vid Intendenturkåren 1936, till överstelöjtnant 1939 och till överste 1942. Knutsson-Hall blev chef för Arméförvaltningens intendenturdepartements kasernutredningsbyrå 1941 och för dess utrustningsbyrå 1942. Han beviljades avsked från aktiv stat 1944. Knutsson-Hall blev riddare av Svärdsorden 1931 och av Vasaorden 1943. Han vilar på Norra begravningsplatsen utanför Stockholm.